# NIO EP9
El NIO EP9 es un automóvil superdeportivo eléctrico coupé de dos puertas diédricas biplaza especializado para el circuito, fabricado por la empresa china NIO, asistida por su división de carreras de Fórmula E NextEV, desde 2017.
Su nombre significa Electric Performance 9 (rendimiento eléctrico). Fue presentado el 21 de noviembre de 2016 en la Galería Saatchi de Londres, donde han anunciado que su vehículo es el más rápido del mercado y cuya fabricación les tomó unos 18 meses.

## Características

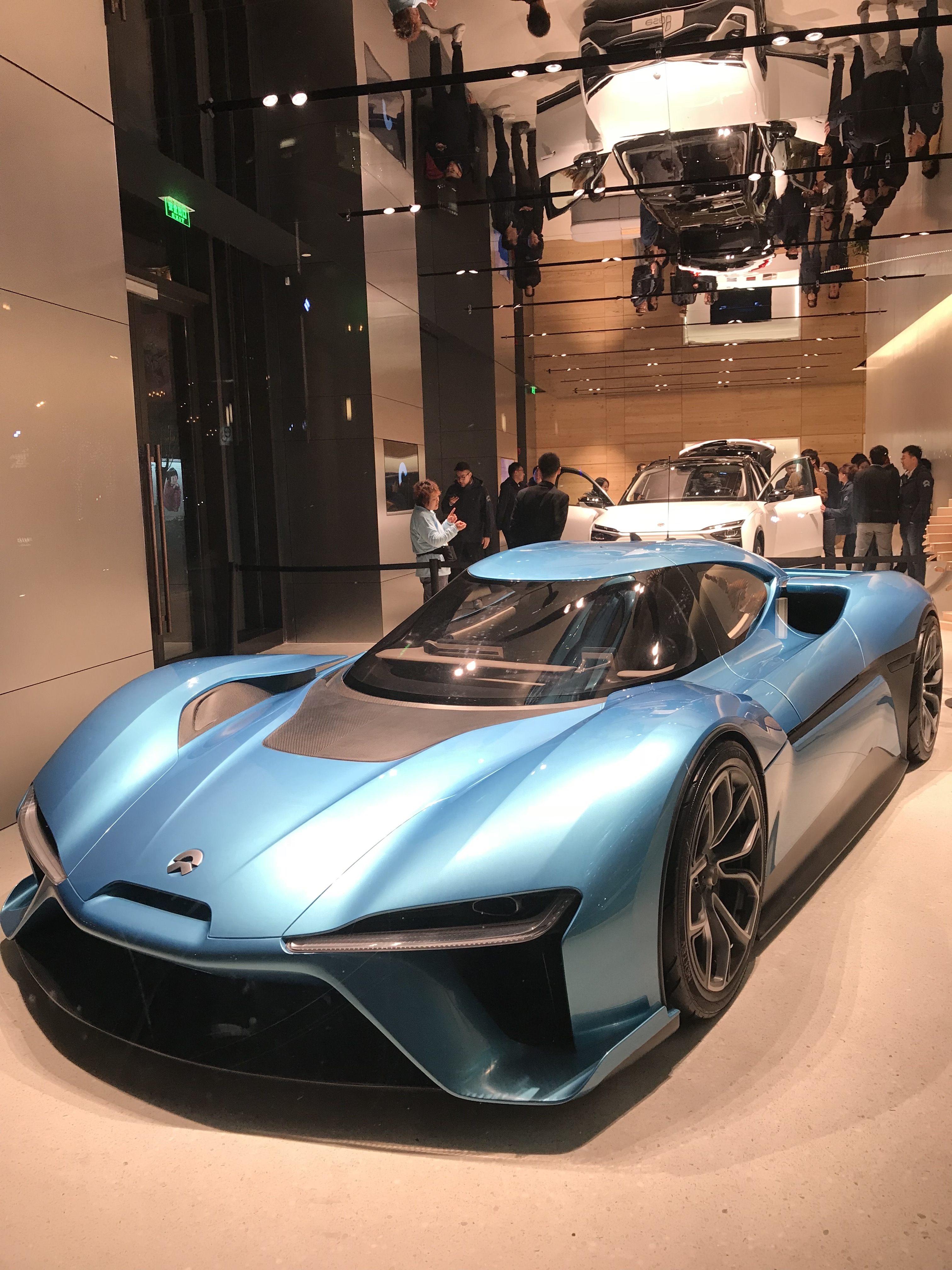
En una sala de exposición en 2017.

El jefe de diseño fue David Hilton, quien antes también había sido director ejecutivo de diseño de NIO.
Su masa es de 1735 kg (3825 libras) de los cuales 635 kg (1400 libras) son las baterías y 364 kg (802 libras) el chasis. Su carrocería y chasis monocasco están fabricados en fibra de carbono, con una fuerza excepcional un 70% más ligero que el acero y una rigidez de 30 000 N·m (22 127 lb·pie)/grado.
Equipa una planta motriz de cuatro motores eléctricos de 1 megavatio (1360 CV; 1341 HP) de potencia total combinada y un par vectorial máximo instantáneo de 1480 N·m (1092 lb·pie) en el motor y 6334 N·m (4672 lb·pie) en las ruedas, en un rango de revoluciones que contempla desde 0 a 7500 rpm. Cada motor está unido a cada rueda regulada y controlada con una transferencia de potencia sin problemas, por medio de cajas de cambios individuales de una sola velocidad con una relación de 1:4.283.
El sistema de almacenamiento es mediante 2 paquetes de baterías de ion de litio de 45 kWh (162 MJ) cada una con un total de 1000 kW (1360 CV; 1341 HP) de potencia pico; se encuentran instaladas en los laterales del vehículo. Pueden extraerse y acoplar otras dos totalmente cargadas en 8 minutos. Están refrigeradas por líquido y entregan 777 V en corriente continua (CC), las cuales se pueden recargar en unos 45 minutos.

### Suspensión
La suspensión activa es controlada mediante un sistema de amortiguadores ajustables en cuatro modos y un tercer actuador hidráulico que mantiene una altura de marcha constante, permitiendo un alto desempeño en las curvas a 3G a altas velocidades.

### Ruedas
Sus neumáticos slicks tienen incrustaciones de fibra de carbono, cuyas medidas son 320/705 R19 x 13 pulgadas (48,3 x 33,0 cm) para alto desempeño, mientras que las del coche muestra son 295/35 R21 x 10,5 pulgadas (53,3 x 26,7 cm).

### Frenos
Está equipado con frenos de disco ventilados carbono-cerámicos Alcon de 6 pistones y pinzas (cálipers) especialmente diseñados y hechos a la medida, de 408 x 40 mm (16,1 x 1,6 pulgadas) de diámetro en el eje delantero y 408 x 36 mm (16,1 x 1,4 pulgadas) en el trasero. Son los más potentes usados en un vehículo de su tipo, incluso más que capaces de parar un tráiler.

### Aerodinámica
Cuenta con elementos aerodinámicos como un difusor trasero, un splitter delantero regulable y un alerón trasero activo de tres posiciones que le proporcionan una carga aerodinámica (downforce) de hasta 24 019 newtons (2449 kgf; 5400 lbf) de fuerza a 240 km/h (149 mph), para presionar el vehículo contra el suelo, es decir, el doble que un Fórmula 1, con lo que es capaz de llegar a 2.53 G en curva y 3,3 G en desaceleración longitudinal.

## Prestaciones
Acelera de 0 a 100 km/h (0 a 62 mph) en 2.7 segundos, de 0 a 200 km/h (0 a 124 mph) en 7.1 segundos y de 0 a 300 km/h (0 a 186 mph) en 15,9 segundos y completar el 1/4 de milla (402 m) en 10.1 segundos a 249 km/h (155 mph). Su velocidad máxima se ha establecido en 313 km/h (194 mph), la cual alcanza en poco más de 16 segundos. Las baterías proporcionan una autonomía de 427 km (265 millas), aunque puede variar dependiendo del estilo de manejo.

## Récords

### Paul Ricard
Recorrió el circuito Paul Ricard en Francia en 1 minuto 52 segundos y 78 centésimas, con lo que ostenta el título del más rápido, por lo que fácilmente dejó atrás la marca anterior de 2 minutos y 40 segundos.

### Nürburgring

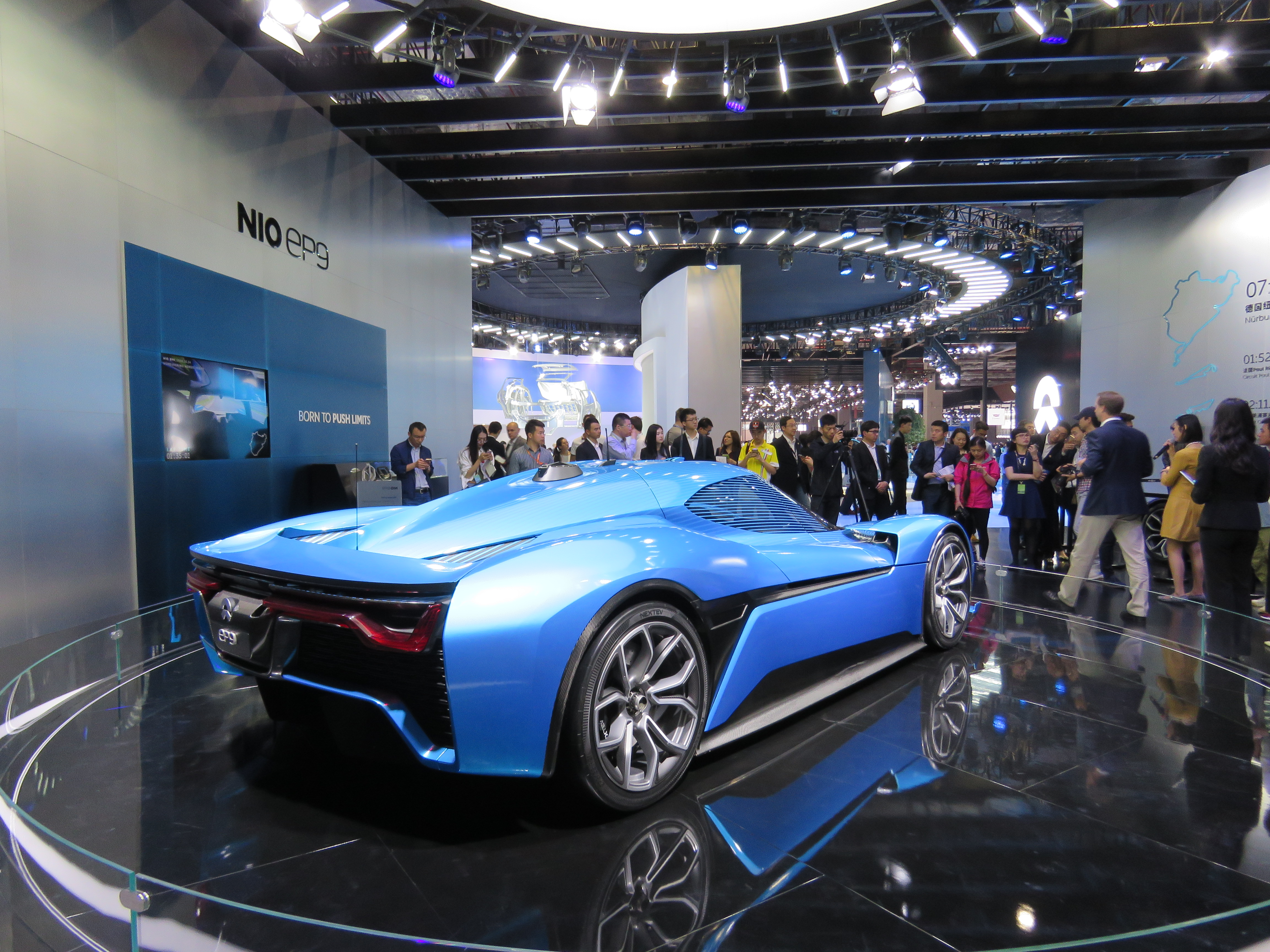
Vista trasera 3/4.

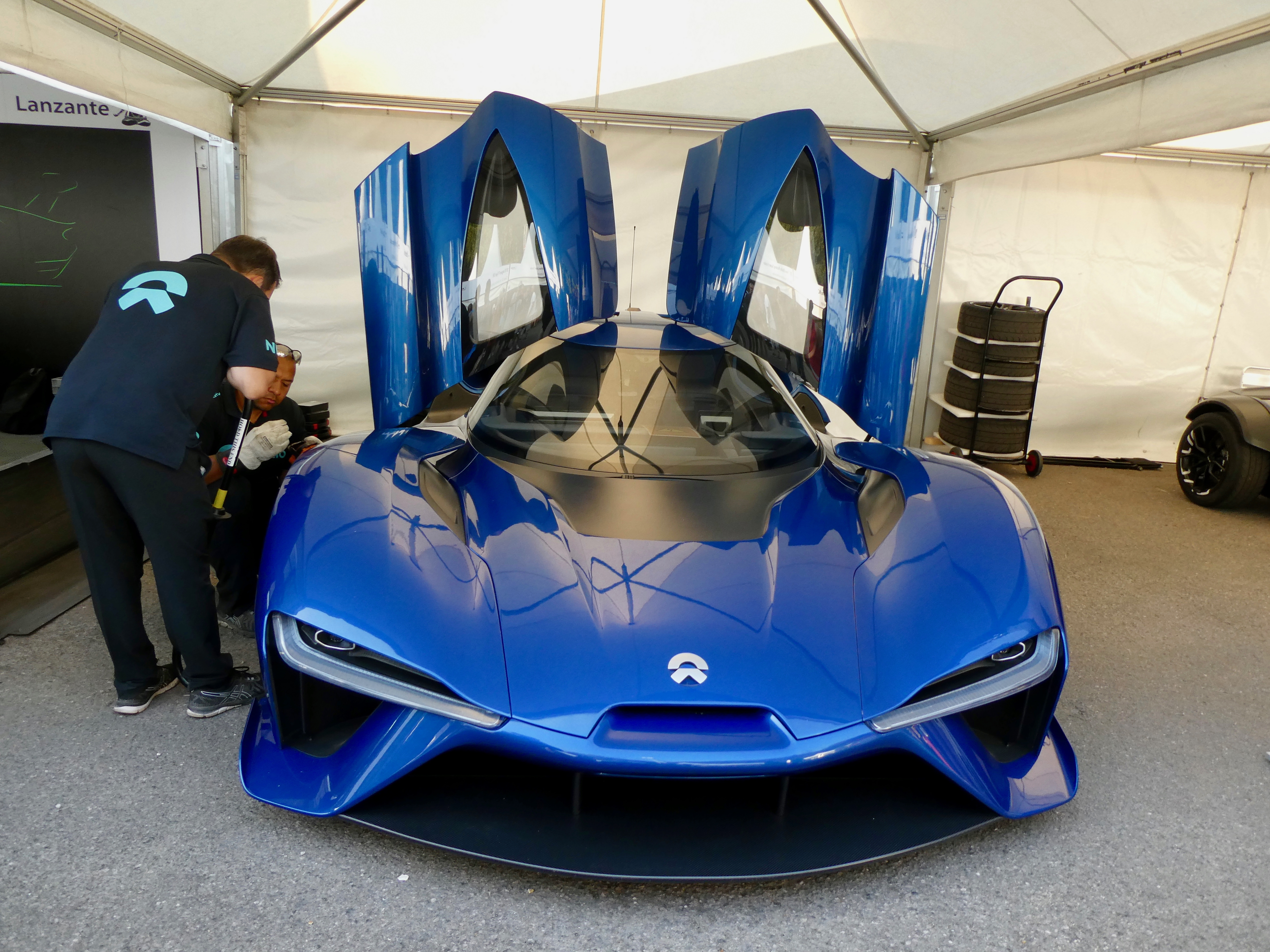
Con ambas puertas diédricas abiertas en 2018.

El 14 de octubre de 2016 recorrió el circuito de Nürburgring-Nordschleife en un tiempo de 7 minutos 5 segundos y 12 centésimas, situándolo como el coche eléctrico más rápido del mundo.
EL 12 de mayo de 2017 lo hizo en un tiempo de 6 minutos 45 segundos y 9 centésimas, marcando el récord del circuito y convirtiéndose así en el coche más rápido del mundo en ese circuito, superando al Pagani Zonda R que lo hizo en un tiempo de 6:47.5.
Posee la séptima posición tras los tiempos absolutos en Nürburgring del Porsche 919 Hybrid Evo (5:19.5), Volkswagen I.D. R (6:05.3), Porsche 956 (6:25.9), March Engineering 832-BMW (6:28.3), Porsche 911 GT2 RS MR (6:40.3) y del Lamborghini Aventador SV (6:44.9).
Está considerado un vehículo trascendental, ya que es el primer coche eléctrico que estableció un tiempo en circuito igual o superior al de un vehículo de combustión. Este 6:45'9 del NIO EP9 supone una reducción de 20 segundos con respecto a su mejor tiempo anterior en apenas seis meses más de desarrollo.

### Circuito de las Américas
En febrero de 2017 se hicieron varias pruebas en el Circuito de las Américas y se consiguieron los siguientes resultados:
- Una vuelta al circuito en 2:11:3 con una velocidad máxima de 273,5 km/h (170 mph), con lo que consigue el récord del circuito en la categoría de coche de producción y batiendo la anterior marca por 6 segundos que tenía el McLaren P1.

- Una vuelta al circuito sin piloto en 2:40:33 alcanzando una velocidad máxima de 257 km/h (160 mph), lo que lo convierte en el vehículo autónomo más rápido del mundo y todavía más impresionante teniendo en cuenta que el sistema lleva en desarrollo apenas 4 meses.[14]

### Goodwood Hillclimb
El 14 de julio de 2018 recorrió la colina de Goodwood de poco menos de 2 km (1,2 millas) en un tiempo de 44.61 segundos con Peter Dumbreck al volante, que mejora en casi 3 segundos la marca anterior obtenida en 2016 por un McLaren P1 LM de Lanzante Limited que lo hizo en 47.07 segundos, convirtiéndose así en el coche de circuito más rápido. Del mismo modo, posee la sexta posición en tiempos históricos del recorrido.

## Producción
NextEV ensamblaría un total de 16 unidades, de las cuales 6 estaban reservadas para los inversores de la propia compañía y las 10 extra que se construirían bajo pedido. Tenían un coste de US$1 480 000 (equivalente a $1 839 652 en 2023) cada una, cuya producción comenzó en 2017.